# A.B.C. Motors

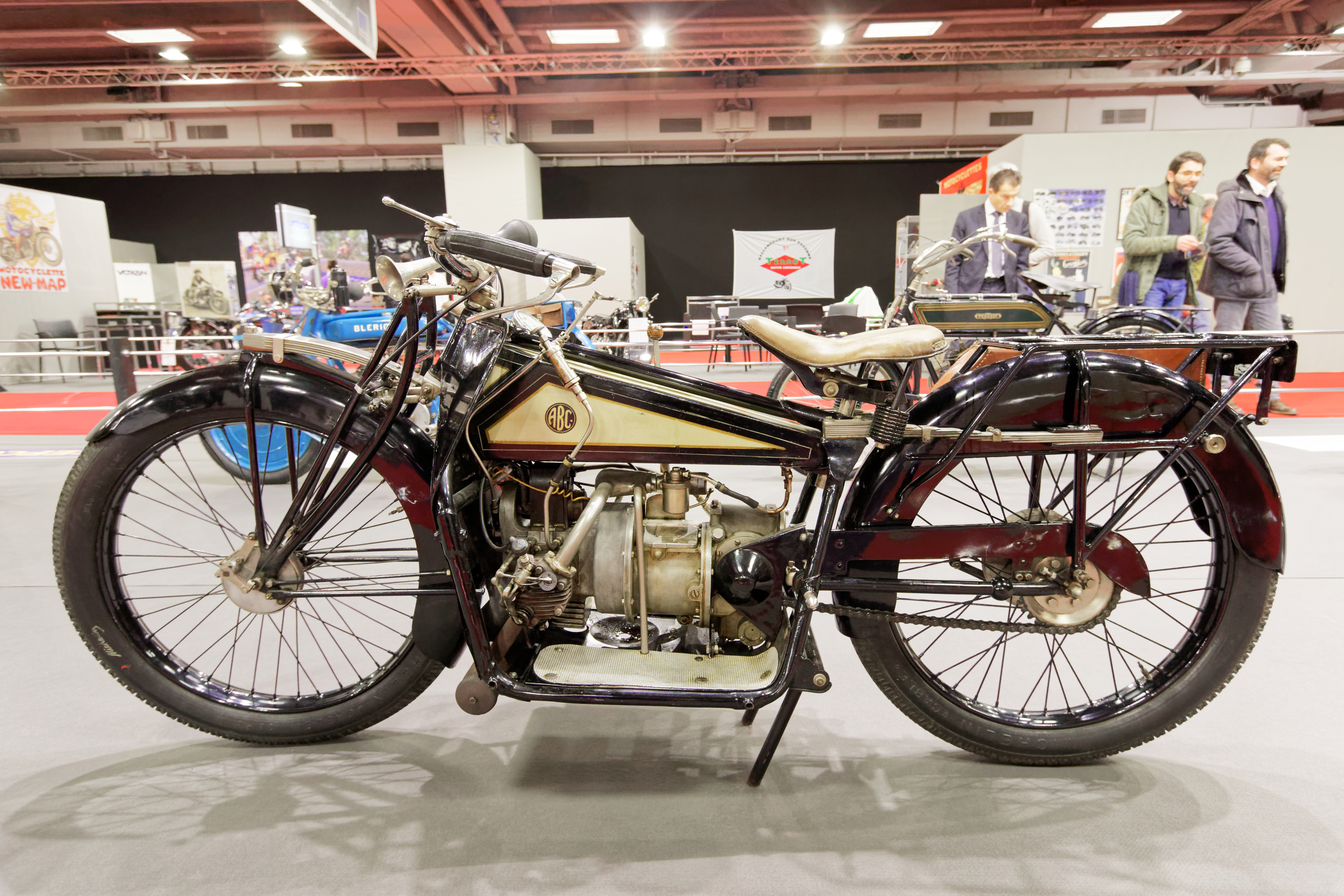
Ein ABC-Motorrad

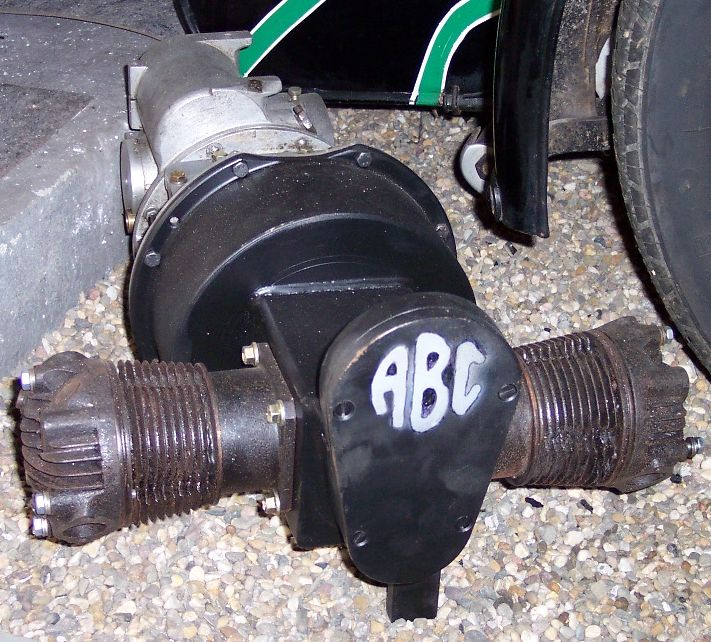
Ein ABC-Boxermotor

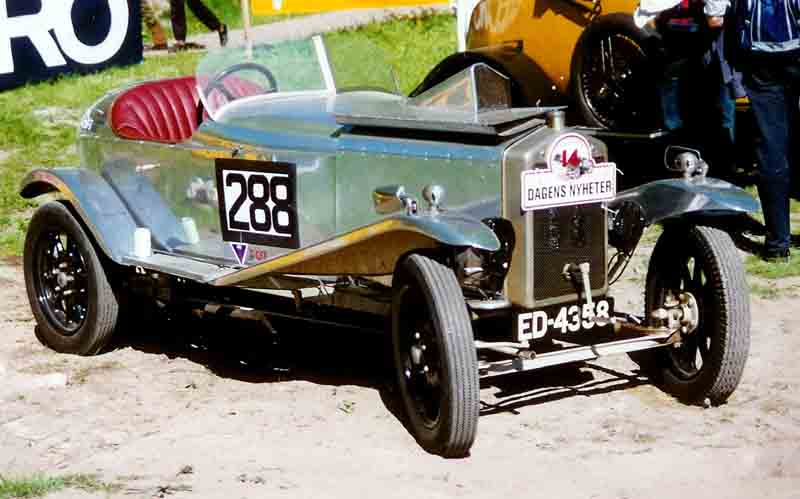
ABC Super Sports

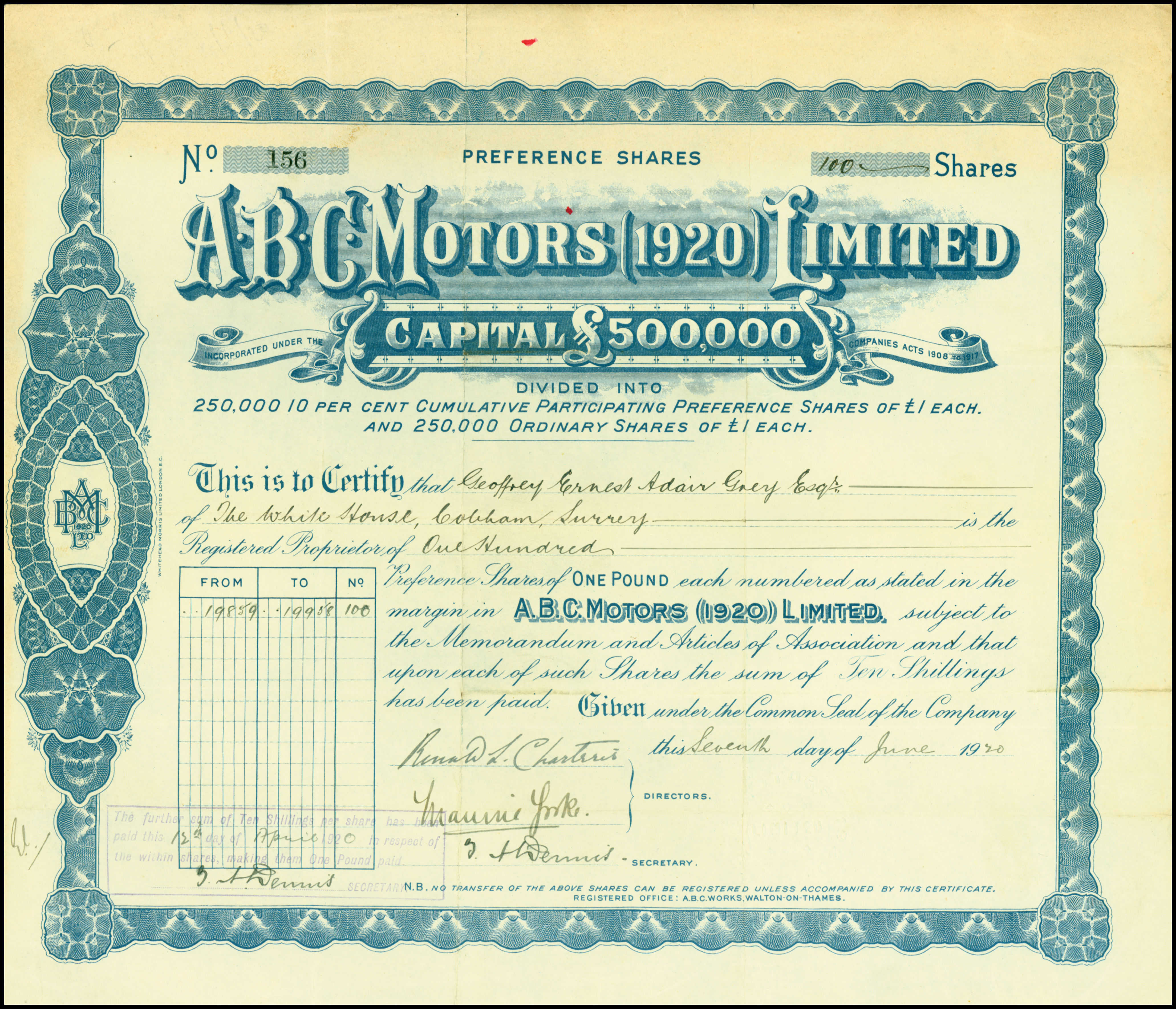
Vorzugsaktie der A.B.C. Motors (1920) Ltd. vom 7. Juni 1920

All British Engine Company, Ltd. war ein britischer Hersteller von Flugzeugen, Motorrädern und Luftfahrtzubehör.

## Unternehmensgeschichte
Das Unternehmen wurde 1910 von Ronald Charteris gegründet und hatte seinen Sitz zunächst in Byfleet. Später nannte es sich A.B.C. Motors, Ltd. Ab 1919 gehörte es zu Sopwith. Nach wirtschaftlichen Querelen musste Sopwith jedoch 1921 Insolvenz anmelden, ABC-Motors folgte 1922 in den Konkurs.
1913 kam der erste 496 cm³-Boxermotor in den Verkauf. Kurze Zeit später stellte man die ersten kompletten Motorräder her.
Während des Ersten Weltkrieges stellte das Unternehmen hauptsächlich Flugmotoren her, die von Chefingenieur Granville Bradshaw konstruiert wurden. Aus dieser Entwicklung heraus begann man bereits während des Krieges mit der Herstellung von Auxiliary power units (APU) und Bodenstromversorgungen auf der Basis von kleinen Boxermotoren. Der erste Einsatz einer APU erfolgte in der Supermarine Nighthawk, wo ein Aggregat von ABC Motors mit fünf PS Leistung einen Scheinwerfer versorgte.
Das Unternehmen beschäftigte sich nach dem Krieg zunächst hauptsächlich mit dem Bau von Motorrollern. Der Scootamota hatte einen Hubraum von 123 cm³ und verkaufte sich relativ erfolgreich. Sopwith bediente sich eines 398 cm³ Zweizylinder-Boxers und baute ihn quer zur Fahrtrichtung ein. Das fortschrittliche Motorrad verfügte über ein angeblocktes Vier-Gang-Getriebe und eine Hinterradfederung. Insgesamt ähnelte sie der späteren BMW. Wegen vieler Kinderkrankheiten kam es jedoch zum Ruin des Unternehmens. Die Rollerfertigung lief noch ein Jahr länger.
In den Jahren 1921 bis 1924 existierte ein französischer Ableger, der ebenfalls derartige Motorräder anbot.
Mit den dort verwendeten Boxermotoren wiederum besann man sich auf seine Wurzeln und entwickelte Triebwerke für Leichtflugzeuge. Diese Triebwerke wurden relativ häufig eingesetzt, bis man sich 1926 wiederum aus dem Flugzeugbau zurückzog.
Bereits 1929 konstruierte man jedoch die A.B.C. Robin, ein Leichtflugzeug, das von einem 40 PS starken A.B.C. Scorpion II Motor angetrieben wurde. Später konzentrierte man sich wieder auf die Stromerzeugungsaggregate und lieferte sie bis in die 1950er Jahre hinein.
1951 übernahm Vickers das Unternehmen und schloss es 1971.

## Automobile
Zwischen 1920 oder 1921 und 1927 entstanden auch Kleinwagen. Ein luftgekühlter Zweizylindermotor mit OHV-Ventilsteuerung und 1203 cm³ Hubraum trieb die Fahrzeuge an. Das Modell Super Sports hatte einen größeren Motor mit 1320 cm³ Hubraum. Insgesamt entstanden etwa 1500 Autos.